# Murray McClellan
Pour les articles homonymes, voir McClellan.
Murray McClellan est un animateur américain ayant travaillé pour les studios Disney.

## Filmographie
- 1940 : Pinocchio (non crédité)
- 1940 : Fantasia, séquence Symphonie Pastorale
- 1942 : Bambi (non crédité)
- 1945 : African Diary
- 1946 : Les Locataires de Mickey
- 1946 : Bath Day
- 1946 : Mélodie du Sud
- 1947 : Donald chez les écureuils
- 1955 : Disneyland (1 épisode)
- 1966 : The Super 6
- 1968 : The Archie Show
- 1968 : The Batman/Superman Hour (3 épisodes)
- 1968 : Fantastic Voyage